# 増嶋竜也
増嶋 竜也（ますしま たつや、1985年4月22日 - ）は、千葉県千葉市出身の元プロサッカー選手。サッカー指導者。YouTuber。ポジションはディフェンダー（DF）。妻は潮田玲子。2児の父。

## 来歴
小学2年生の時に兄に誘われてサッカーを始める。
小学6年時にはジェフユナイテッド市原ジュニアユースのセレクションを受けるものの、1次テストで不合格となり地元の生浜中学に入学する。
チームでは1回戦負けが多く、目立った成績を収められなかったが、個人では千葉市トレセン、千葉県選抜や関東選抜に選出経験があった。1999年度の全国高校選手権を制した市立船橋高校に憧れ、中学3年の秋に受験した市立船橋のセレクションに不合格となったため、一般入試で2001年に同校へ進学。
1年生の7月に監督の布啓一郎に身体能力の高さを見込まれ、FWからDFにコンバート、右サイドバックのレギュラーとして同年のインターハイで優勝に貢献。1年生で唯一優秀選手に選出された。その後1学年上の大久保裕樹と入れ替わる形でセンターバックとして、2年時には全国高校選手権、3年時には高円宮杯で優勝し、高校生年代の3大タイトルを獲得した。高校No.1DFとして 多くのJリーグクラブが獲得に名乗りを上げる中、2003年10月にFC東京への加入内定が発表された。また、この年には主将としてチームを牽引し、同期の石井秀典、カレン・ロバート、佐藤優也、鈴木修人、高橋昌大らと共に冬の天皇杯で3回戦に進出。J1で優勝したばかりの横浜F・マリノスを相手に互角以上の闘いを演じたが、増嶋は後半終了間際に2度目の警告を受けて退場。その後PK戦までもつれチームは敗退。なお、この試合の退場による出場停止処分は、2週間後の全国高校選手権の初戦に課された。
2004年よりFC東京に加入。第1節の新潟戦で早速公式戦デビューを果たした。同年開催のAFCユース選手権ではU-19日本代表の主将を務め、3バックの中央に入り守備を統率。翌年のワールドユース出場権を確保したものの、増嶋にとってはPK失敗やオウンゴールなど苦い経験を味わった。大熊清U-20代表監督からの信頼は厚く、ワールドユースでも代表主将を務め、全試合に出場した。2006年、J1第6節横浜FM戦でFC東京での初得点を記録。後半ロスタイムに今野泰幸のヘディングからの落としをボレーで蹴りこんだ。同年8月より2008年のオリンピックを目指す日本代表が新たに発足し、増嶋も名を連ねたが、FC東京では茂庭照幸・ジャーンのCBコンビに阻まれ、起用は彼らの負傷時などに限定され、レギュラー奪取には至らなかった。
2007年、日本代表から遠ざかりつつあった状況に危機感を抱き、出場機会を求めヴァンフォーレ甲府へ1年間の期限付き移籍。中心選手との一角となり空中戦の強さを見せた。
2008年は京都サンガF.C.へと期限付き移籍。レギュラーを確保したが、代表復帰は果たせなかった。京都では右サイドバック（SB）でも起用され、新たな武器としてロングスローを放ち好機を演出した。2009年からは京都へ完全移籍。
2011年、地元千葉県でのプレーを望み柏レイソルへ完全移籍。開幕当初は右SBとして出場するも、その後はSB酒井宏樹の台頭やCB朴東赫の離脱により、CBとして出場機会が増えていった。最終的にリーグ戦では25試合に出場し、チームのJ1初優勝に貢献した。2012年も前年に続いてCBのレギュラーを確保し、キャプテンの大谷秀和からキャプテンマークを託されることもあった。2013年は鈴木大輔の加入や橋本和の負傷もあり、序盤は左SBとして出場することが多かった。夏場以降、鈴木の台頭や自身の負傷離脱 もあったが、最終的にリーグ戦25試合に出場。最終ラインの何処に入っても遜色のないプレーでチームを支えた。2014年は、シーズン半ばまで出場機会が得られなかったが、中盤戦以降はケガ人が出たチーム状況もあって先発出場の機会を増やし、公式戦20試合に出場。同年12月に両足関節遊離体除去手術に臨んだ。2015年開幕に復帰を間に合わせたものの、1st第2節仙台戦で前十字靭帯を損傷し長期離脱を強いられた。2016年開幕節で先発復帰。
2016年12月15日、ベガルタ仙台へ期限付き移籍することが発表された。移籍期間は2017年2月1日から2018年1月31日までの1年間。なお、2017シーズンにおける柏レイソルとの対戦には出場できない。
2017年12月27日、ジェフユナイテッド市原・千葉へ期限付き移籍することが発表された。2020年からは、完全移籍にて加入。
2020年12月10日に契約満了により千葉を退団する事が発表され、現役を続けるとコメントしていたが、同月20日に行われたシーズン最終節の日に引退を発表した。
2021年元旦、YouTuberへの転身を妻の潮田玲子が自身のInstagramで報告。家族4人の写真とともに「増嶋家ちゃんねる。」のチャンネル画像を投稿した。
2021年1月、市立船橋高校サッカー部のコーチに就任した。
2023年1月、SHIBUYA CITY FCの監督に就任した。

## 人物・エピソード
- 現ロアッソ熊本コーチであり、母校市立船橋や藤枝MYFCでもコーチを務めた増嶋真也は実弟[44][45]。
- 2012年9月30日、元バドミントン日本代表・潮田玲子との入籍を発表[46][47]。
- ロックバンド・10-FEETのファンであることを公言しており[48][49]、メンバーとも交流がある[50][51]。彼らが主催している音楽フェス「京都大作戦」にも足を運んだことがある[51]。

## 所属クラブ
ユース経歴
- 生浜FC[注 1] (千葉市立生浜西小学校)[29]
- 千葉市立生浜中学校[29]
- 船橋市立船橋高等学校 (体育科[6])

プロ経歴
- 2004年 - 2008年  FC東京
  - 2007年  ヴァンフォーレ甲府 (期限付き移籍)
  - 2008年  京都サンガF.C. (期限付き移籍)
- 2009年 - 2010年  京都サンガF.C.
- 2011年 - 2019年  柏レイソル
  - 2017年  ベガルタ仙台 (期限付き移籍)
  - 2018年 - 2019年  ジェフユナイテッド市原・千葉 (期限付き移籍)
- 2020年  ジェフユナイテッド市原・千葉

## 個人成績
| 国内大会個人成績 | 国内大会個人成績 | 国内大会個人成績 | 国内大会個人成績 | 国内大会個人成績 | 国内大会個人成績 | 国内大会個人成績 | 国内大会個人成績 | 国内大会個人成績 | 国内大会個人成績 | 国内大会個人成績 | 国内大会個人成績 |
| 年度             | クラブ           | 背番号           | リーグ           | リーグ戦         | リーグ戦         | リーグ杯         | リーグ杯         | オープン杯       | オープン杯       | 期間通算         | 期間通算         |
| 年度             | クラブ           | 背番号           | リーグ           | 出場             | 得点             | 出場             | 得点             | 出場             | 得点             | 出場             | 得点             |
| 日本             | 日本             | 日本             | 日本             | リーグ戦         | リーグ戦         | リーグ杯         | リーグ杯         | 天皇杯           | 天皇杯           | 期間通算         | 期間通算         |
| ---------------- | ---------------- | ---------------- | ---------------- | ---------------- | ---------------- | ---------------- | ---------------- | ---------------- | ---------------- | ---------------- | ---------------- |
| 2003             | 市立船橋高       | 5                | -                | -                | -                | -                | -                | 3                | 2                | 3                | 2                |
| 2004             | FC東京           | 5                | J1               | 7                | 0                | 2                | 0                | 1                | 0                | 10               | 0                |
| 2005             | FC東京           | 5                | J1               | 4                | 0                | 0                | 0                | 0                | 0                | 4                | 0                |
| 2006             | FC東京           | 5                | J1               | 14               | 1                | 3                | 0                | 2                | 2                | 19               | 3                |
| 2007             | 甲府             | 15               | J1               | 25               | 4                | 7                | 1                | 0                | 0                | 32               | 5                |
| 2008             | 京都             | 24               | J1               | 32               | 0                | 6                | 0                | 2                | 0                | 40               | 0                |
| 2009             | 京都             | 24               | J1               | 21               | 0                | 5                | 0                | 1                | 0                | 27               | 0                |
| 2010             | 京都             | 24               | J1               | 25               | 0                | 6                | 0                | 0                | 0                | 31               | 0                |
| 2011             | 柏               | 5                | J1               | 25               | 0                | 1                | 0                | 3                | 1                | 29               | 1                |
| 2012             | 柏               | 5                | J1               | 30               | 4                | 4                | 0                | 5                | 1                | 39               | 5                |
| 2013             | 柏               | 5                | J1               | 25               | 1                | 3                | 0                | 2                | 0                | 30               | 1                |
| 2014             | 柏               | 5                | J1               | 16               | 1                | 3                | 0                | 1                | 0                | 20               | 1                |
| 2015             | 柏               | 5                | J1               | 2                | 0                | 0                | 0                | 0                | 0                | 2                | 0                |
| 2016             | 柏               | 5                | J1               | 17               | 0                | 3                | 2                | 2                | 0                | 22               | 2                |
| 2017             | 仙台             | 50               | J1               | 22               | 1                | 5                | 0                | 0                | 0                | 27               | 1                |
| 2018             | 千葉             | 5                | J2               | 23               | 3                | -                | -                | 1                | 0                | 24               | 3                |
| 2019             | 千葉             | 5                | J2               | 31               | 2                | -                | -                | 0                | 0                | 31               | 2                |
| 2020             | 千葉             | 5                | J2               | 18               | 2                | -                | -                | -                | -                | 18               | 2                |
| 通算             | 日本             | 日本             | J1               | 265              | 12               | 48               | 3                | 19               | 4                | 332              | 19               |
| 通算             | 日本             | 日本             | J2               | 72               | 7                | -                | -                | 1                | 0                | 73               | 7                |
| 通算             | 日本             | 日本             | 他               | -                | -                | -                | -                | 3                | 2                | 3                | 2                |
| 総通算           | 総通算           | 総通算           | 総通算           | 337              | 19               | 48               | 3                | 23               | 6                | 408              | 28               |

その他の公式戦
- 2012年
  - スーパーカップ 1試合0得点
- 2013年
  - スーパーカップ 1試合0得点

| 国際大会個人成績 | 国際大会個人成績 | 国際大会個人成績 | 国際大会個人成績 | 国際大会個人成績 | FIFA | FIFA |
| 年度             | クラブ           | 背番号           | 出場             | 得点             | 出場 | 得点 |
| AFC              | AFC              | AFC              | AFC CL           | AFC CL           | CWC  | CWC  |
| ---------------- | ---------------- | ---------------- | ---------------- | ---------------- | ---- | ---- |
| 2011             | 柏               | 5                | -                | -                | 4    | 0    |
| 2012             | 柏               | 5                | 7                | 0                | -    | -    |
| 2013             | 柏               | 5                | 9                | 2                | -    | -    |
| 2015             | 柏               | 5                | 2                | 0                | -    | -    |
| 通算             | AFC              | AFC              | 18               | 2                | 4    | 0    |

その他の国際公式戦
- 2015年
  - AFCチャンピオンズリーグ2015 東地区プレーオフ 1試合0得点

出場歴
- 2004年3月13日：Jリーグ初出場 - J1・1st第1節 vsアルビレックス新潟 (味の素スタジアム)
- 2006年4月01日：Jリーグ初得点 - J1 第6節 vs横浜F・マリノス (日産スタジアム)
- 2009年10月3日：Jリーグ100試合出場 - J1第28節 vsヴィッセル神戸 (ホームズスタジアム神戸)
- 2013年8月03日：Jリーグ200試合出場 - J1第19節 vsサガン鳥栖 (日立柏サッカー場)

## 代表・選抜歴
- 千葉県選抜
  - 2002年 - 国民体育大会サッカー競技 (優勝)[8]
- U-17日本代表
  - 2002年 - 国際ユースサッカーin新潟[8]
- U-18日本代表
  - 2003年 - テルボルグ国際ユース大会、国際ユースサッカーin新潟 (優勝)、SBSカップ (優勝)、AFCユース選手権 (予選)
- U-19日本代表
  - 2004年 - トゥーロン国際大会 (GL敗退)、SBSカップ (準優勝)、AFCユース選手権 (3位)
- U-20日本代表
  - 2005年 - FIFAワールドユース選手権 (ベスト16)
- U-21日本代表
  - 2006年
- U-22日本代表候補
  - 2007年[52]

## タイトル

### クラブ
船橋市立船橋高等学校
- 全国高校総体（インターハイ）：2001[8]
- 全国高校サッカー選手権：2002[8]
- 高円宮杯全日本ユース(U-18)サッカー選手権大会：2003[8]

FC東京
- Jリーグ ヤマザキナビスコカップ：2004

柏レイソル
- Jリーグ ディビジョン1：2011
- Jリーグ ヤマザキナビスコカップ：2013
- FUJI XEROX SUPER CUP：2012
- 天皇杯全日本サッカー選手権大会：2012
- スルガ銀行チャンピオンシップ：2014

### 代表・選抜
- 国民体育大会サッカー競技 少年男子：2002[8]
- 国際ユースサッカーin新潟：2003
- SBSカップ：2003

### 個人
- 全国高校総体（インターハイ） 優秀選手：2001[8], 2003[8]
- 全国高校サッカー選手権 優秀選手：2002[8]

## 指導歴
- 2022年  市立船橋高校 コーチ
- 2023年 -  SHIBUYA CITY FC 監督